# Guido Reni
Guido Reni (født 4. november 1575 i Bologna, død 18. august 1642 i Bologna) var en italiensk maler i baroktiden. Reni tilhørte koloristerne og regnes som den, der fuldendte den eklektiske klassicisme.
Reni kom allerede som 9-årig i lære hos Denis Calvaert, hvor også Francesco Albani og Domenichino var lærlinger. Inden han fyldte 20, sluttede han sig til Accademia degli Incamminati, der var ledet af Ludovico Carracci. I begyndelsen af 1600-tallet tog han til Rom. Han fik til opgave at male det pavelige kapel, men synes at pavens ministre betalte ham for lidt og forlod derefter Rom til fordel for Bologna i 1616. Her etablerede han en omtalt og produktiv malerskole. 
Hans måske mest kendte værk er Aurora, en 280 x 700 cm stor freske udført for Casino Rospigliosi i Rom fra 1612-1614.

## Billedgalleri
- Josef med Jesusbarnet.
- Ærkeenglen Mikael besejrer Satan.
- Barnemordet i Betlehem.